# Губернатор штату Уттаракханд
Губернатор штату Уттаракханд (англ. Governor of Uttarakhand State) — губернатор, голова виконавчої влади уряду індійського штату Уттаракханд. Його офіційна резиденція — Радж Бхаван, місто Деградун. За часів існування штату посаду займали:
| # | Ім'я                 | Зайняв посаду    | Залишив посаду  |
| 1 | Сурджі Сінґх Барнала | 9 листопада 2000 | 8 січня 2003    |
| 2 | Сударшан Аґарвал     | 8 січня 2003     | 22 жовтня 2007  |
| 3 | Б. Л. Джоші          | 29 жовтня 2007   | 18 липня 2009   |
| 4 | Марґарет Алва        | 19 липня 2009    | 14 травня 2012  |
| 5 | Азіз Куреші          | 15 травня 2012   | 7 січня 2015    |
| 6 | Крішан Кант Пол      | 8 січня 2015     | 21 серпня 2018  |
| 7 | Бебі Рані Маурія     | 26 серпня 2018   | 14 вересня 2021 |
| 8 | Ґурміт Сінґх         | 15 вересня 2021  |                 |